# 余堃
余堃（?—?），字子厚，四川省巴州人，清朝官员。

## 生平
光绪乙酉年（1885年），余堃中举人。光绪庚寅年（1890年）中二甲第十七名进士，同年五月，改翰林院庶吉士。光緒二十一年四月，散館，授翰林院編修。此后，他曾总纂国史，任云南乡试主考官，国史馆提调，修辑清代奏议，书成赐花翎二品衔，授资政大夫。后来，余堃任陕西提学使兼布政使。
辛亥革命后，余堃辞官回到家乡，提出“弃庙会，兴学堂”，兴办新学。

## 家庭
- 余堃是余焕文的第九子。[4]